# Гексацианоферрат(II) таллия
Гексацианоферрат(II) таллия — неорганическое соединение,
соль таллия и железистосинеродистой кислоты
с формулой Tl4[Fe(CN)6],
бледно-жёлтые кристаллы,
слабо растворяется в воде,
образует кристаллогидрат.

## Получение
- Обменной реакцией в насыщенных растворах соли таллия и гексацианоферрата(II) калия:

{\displaystyle {\mathsf {4TlNO_{3}+K_{4}[Fe(CN)_{6}]+2H_{2}O\ {\xrightarrow {}}\ Tl_{4}[Fe(CN)_{6}]\cdot 2H_{2}O\downarrow +4KNO_{3}}}}

## Физические свойства
Гексацианоферрат(II) таллия образует бледно-жёлтые кристаллы
триклинной сингонии,
пространственная группа P 1,
параметры ячейки a = 0,7266 нм, b = 0,7974 нм, c = 1,3360 нм, α = 104,7°, β = 90,0°, γ = 97,6°, Z = 2.
Слабо растворяется в воде.
Образует кристаллогидрат состава Tl4[Fe(CN)6]•2H2O.